# Štóský potok
Štóský potok je potok v západní části regionu Turňa, v nejzápadnější části okresu Košice-okolí. Je to levostranný přítok Bodvy, měří 6,1 km a je tokem V. řádu.

## Pramen
Pramení ve Volovských vrších, v podcelku Pipitka na severoseverozápadním svahu Tupého vrchu (1040,5 m n. m.) v nadmořské výšce přibližně 940 m n. m.

## Popis toku
Od pramene teče zprvu směrem na sever, zleva přibírá krátký přítok ze severozápadního úbočí Tupého vrchu, stáčí se na severoseverovýchod a protéká dolinou Peklisko. Následně přibírá levostranné přítoky nejprve pramenící jihovýchodně od kóty 993,2 m, pak potok z Medvedí doliny. Dále se stáčí, přechodně teče východním směrem, opět zleva přibírá přítoky pramenící jihovýchodně od Štóského sedla (798 m n. m.), pak se stáčí na jihovýchod a protéká intravilánem obce Štós. V obci nejprve přibírá zleva přítok pramenící východně od Štóského sedla, pak zprava přítok z východního svahu Tupého vrchu, z téže strany i přítok ze západního svahu Drieňovce (641,9 m n. m.) a koryto potoka se stáčí východním směrem. Z levé strany dále přibírá Kúpeľný potok a teče souběžně s silnicí II. třídy č. 548 na levém břehu. Pod obcí ještě přibírá levostranný přítok zpod lázní Štós a k ústí pokračuje východojihovýchodním směrem. Konečně podtéká zmíněnou silnici a VJV od Štósu ústí v nadmořské výšce cca 381 m n. m. do Bodvy. Na dolním toku vytváří potok hranici mezi geomorfologickým podcelkem Pipitka na pravém a Kojšovskou holí na levém břehu.